# Sébastien Laffargue
Sébastien Laffargue (Parigi, 17 agosto 1978) è un pattinatore francese.

## Storia
Inizia a pattinare fin da piccolo e fa il suo primo incontro con lo slalom, assistendo ad altri pattinatori parigini che lo lasciano impressionato. Successivamente vincerà diversi titoli, sia a livello nazionale che internazionale come il contest di Losanna.

## Sebaskates
A Sébastien Laffargue si deve la realizzazione della linea pattini Seba  distribuita dalla Universkate dall'autunno 2005. 
I pattini realizzati coprono diverse discipline, principalmente lo style slalom ed il freeskate. I modelli realizzati sono:
- Seba FR 1 e 2
- Seba (Pattini) High e Low
- Seba GT90
- Seba Carbon